# Нортон, Джим
Джеймс (Джим) Но́ртон (англ. James "Jim" Norton, 4 января 1938, Дублин) — ирландский актёр.

## Биография
Джеймс Нортон родился 4 января 1938 года в Дублине, Ирландия.

## Карьера
Джим дебютировал в кино в 1965 году, сыграв роль Матиуса в фильме «Лицо Фу Манчу». В 2002 году Нортон сыграл роль мистера Мейсона в фильме «Гарри Поттер и тайная комната». В 2004 году он сыграл роль Ронана Коркорана в телесериале «Доказательство», за которую в 2004 году получил номинацию «Лучший актёр второго плана в кино/на ТВ». Всего сыграл в 74-х фильмах и телесериалах.
В 1985 году он исполнил несколько песен для телесериала «Чудеса в Леттерленде».

## Избранная фильмография
| Год  |    | Русское название              | Оригинальное название                   | Роль                       |
| ---- | -- | ----------------------------- | --------------------------------------- | -------------------------- |
| 1965 | тф | Лицо Фу Манчу                 | The Face of Fu Manchu                   | Матиус                     |
| 1971 | ф  | Соломенные псы                | Straw Dogs                              | Крис Коси                  |
| 1980 | тф | Юнона и павлин                | Juno and the Paycock                    | Джоксер                    |
| 1984 | с  | Непридуманные истории         | Tales of the Unexpected                 | Х.А.К. Бейтс/доктор Меллиш |
| 1984 | ф  | Сахаров                       | Сахаров                                 | Рой Медведев               |
| 2002 | ф  | Гарри Поттер и тайная комната | Harry Potter and the Chamber of Secrets | мистер Мейсон              |
| 2004 | с  | Доказательство                | Proof                                   | Ронан Коркоран             |
| 2014 | ф  | Зал Джимми                    | Jimmy's Hall                            | отец Шеридан               |
| 2018 | ф  | Мэри Поппинс возвращается     | Mary Poppins Returns                    | мистер Биннакл             |